# Giorgio Upiglio
Giorgio Upiglio (Milano, 11 aprile 1932 – Milano, 11 ottobre 2013) è stato un incisore e stampatore d'arte italiano.

## Biografia
Dal 1945 comincia a lavorare nella tipolitografia della sua famiglia, dove apprende le tecniche di stampa, tipografia, litografia, calcografia. Sul finire degli anni cinquanta si dedica soltanto all'edizione di stampe originali e di libri a tiratura limitata.
Il 1962 è l'anno in cui apre la sua storica stamperia "Grafica uno", dove realizza le sue 
opere grafiche per importanti artisti nazionali ed internazionali, tra cui: 
Giorgio De Chirico, Lucio Fontana, Marcel Duchamp, Wifredo Lam, Joan Miró, Günter Grass, Valerio Adami, Giannina Braschi, Guido Di Fidio.
Ha realizzato libri d'artista con i più famosi editori e collaborato con gli scrittori e 
poeti di maggior rilievo. Ha tenuto conferenze, corsi di stampa per università degli Stati Uniti, Messico e varie altre parti del mondo.
Ampie rassegne espositive gli sono state dedicate sia in Italia che all'estero, tra cui si
possono ricordare:  Moderna Museet, Stoccolma 1968; Istituto Italiano di Cultura, Colonia 
1985 e 1995; Biblioteca Nazionale Braidense, Milano 1995. Nel 2007 si è svolta l'esposizione della sua attività presso l'Istituto Nazionale per la Grafica a Roma, in collaborazione con l'Archivio del Moderno di Mendrisio (CH).
È presente nei più importanti cataloghi d'arte e riviste nazionali ed internazionali.
Dopo la donazione all'Archivio del Moderno di una cospicua parte dei materiali prodotti in quasi cinquant'anni di attività, nel 2005 gli viene dedicata un'ampia retrospettiva, dal titolo Incidere ad arte: Giorgio Upiglio stampatore a Milano (1958-2005). L'atelier, gli artisti, le edizioni, allestita in tre diverse sedi ticinesi: a Mendrisio presso l'Accademia di architettura di Mendrisio, a Lugano presso il Museo cantonale d'arte e la Biblioteca Salita dei Frati. Un'esposizione monografica è stata presentata, nella primavera del 2007, a Roma nelle sale di Palazzo Poli, presso l'Istituto nazionale per la grafica. 
Muore a Milano l'11 ottobre 2013 all'età di 81 anni.

## La stampa originale
Come è noto la parola stampa letteralmente si riferisce a tutto ciò che è stampato: giornali, manifesti, libri, carta moneta, riproduzioni d'arte ecc. e ogni stampato è ottenuto da un originale preesistente o appositamente eseguito o fotografato.
Questo originale, sia esso un dipinto, un bozzetto o una fotografia, viene riprodotto nello stesso formato, oppure ingrandito o ridotto, in bianco e nero o a colori con mezzi fotomeccanici al fine di ottenere le matrici per i diversi sistemi di stampa: tipografia, offsetlitografia, rotocalco, serigrafia.
La stampa originale invece non si avvale di nessuno di questi mezzi in quanto la matrice per la stampa è incisa o disegnata direttamente dall'artista che, usando appositi strumenti, lavora e si esprime su materiali diversi (tavoletta di legno, di linoleum, lastra di metallo, pietra litografica).
La matrice ottenuta viene poi inchiostrata ed impressa sulla carta in uno o più esemplari, ed ognuno è un originale.

## Archivio
Il fondo Giorgio Upiglio è conservato presso l'Archivio del Moderno, Accademia di architettura, Università della Svizzera italiana.